# Діянеш
Діянеш (хорв. Dijaneš) — населений пункт у Хорватії, у Загребській жупанії у складі міста Врбовець.

## Населення
Населення за даними перепису 2011 року становило 167 осіб.
Динаміка чисельності населення поселення:

## Клімат
Середня річна температура становить 10,62 °C, середня максимальна – 25,43 °C, а середня мінімальна – -6,46 °C. Середня річна кількість опадів – 832 мм.
| Клімат поселення                              | Клімат поселення | Клімат поселення | Клімат поселення | Клімат поселення | Клімат поселення | Клімат поселення | Клімат поселення | Клімат поселення | Клімат поселення | Клімат поселення | Клімат поселення | Клімат поселення | Клімат поселення |
| Показник                                      | Січ.             | Лют.             | Бер.             | Квіт.            | Трав.            | Черв.            | Лип.             | Серп.            | Вер.             | Жовт.            | Лист.            | Груд.            |                  |
| Середній максимум, °C                         | 6,12             | 8,32             | 12,86            | 17,07            | 22,14            | 25,43            | 24,75            | 24,02            | 19,97            | 14,71            | 9,06             | 4,95             |                  |
| Середня температура, °C                       | −0,18            | 2,00             | 6,57             | 10,77            | 15,85            | 19,13            | 20,72            | 20,00            | 15,95            | 10,68            | 5,04             | 0,90             |                  |
| Середній мінімум, °C                          | −6,46            | −4,28            | 0,28             | 4,46             | 9,54             | 12,85            | 16,69            | 15,97            | 11,91            | 6,66             | 1,02             | −3,12            |                  |
| Норма опадів, мм                              | 46               | 45               | 53               | 64               | 74               | 91               | 77               | 81               | 78               | 80               | 82               | 61               |                  |
| Середньомісячна швидкість вітру, м/с          | 1.92             | 2.16             | 2.54             | 2.41             | 2.28             | 2.03             | 2.00             | 1.80             | 1.81             | 1.90             | 2.00             | 1.99             |                  |
| Середньомісячна сонячна радіація, кДж/м²·день | 4062             | 6857             | 10588            | 14980            | 19213            | 21200            | 21885            | 19158            | 14123            | 8709             | 4533             | 3311             |                  |
| --------------------------------------------- | ---------------- | ---------------- | ---------------- | ---------------- | ---------------- | ---------------- | ---------------- | ---------------- | ---------------- | ---------------- | ---------------- | ---------------- | ---------------- |
| Джерело:                                      |                  |                  |                  |                  |                  |                  |                  |                  |                  |                  |                  |                  |                  |